# Kanta Gupta
Pour les articles homonymes, voir Gupta.
Chander Kanta Gupta (8 octobre 1938 – 27 mars 2016) est une mathématicienne indo-canadienne,  professeure émérite de mathématiques à l'Université du Manitoba, connue pour ses recherches en algèbre générale et en théorie des groupes. Une grande partie de ses recherches concerne les automorphismes de différentes variétés de groupes.

## Carrière
Gupta a obtenu un baccalauréat de l'Université de l'état de Jammu-et-Cachemire, une maîtrise de l'Université musulmane d'Aligarh, un autre master de l'Université nationale australienne (ANU), et un doctorat en 1967 de l'ANU, sous la supervision de Michael Frederick Newman,. 

## Prix et distinctions
Elle a été élue à la Société royale du Canada en 1991, et a reçu le Prix Krieger-Nelson de la Société mathématique du Canada en 2000.
Son mari, Narain Gupta (1936-2008) fut également un ancien élève de l'ANU, et professeur émérite  de mathématiques à l'Université du Manitoba. Elle est décédée le 27 mars 2016,.